# エリシウム山
エリシウム山（エリシウムさん、Elysium Mons）は火星のエリシウム平原にある火山。火星の東半球、北緯25度西経213度に位置する。周囲の溶岩台地から12.5キロメートル、標高基準面から16キロメートルの高さがある。直径は約240キロメートルで頂上のカルデラは径約14キロメートル。
1972年にマリナー9号によって発見された。